# Maggie Grace
Margaret Grace Denig (Columbus, Ohio, 1983. szeptember 21. –) amerikai színésznő, modell.
Ismert Shannon Rutherford megformálásáról a Lost – Eltűntek (2004–2006; 2010) című sorozatban, emellett Kim Millst alakította az Elrabolva-trilógiában, (2008–2014), Irinát az Alkonyat-filmekben (2011–2012) és Althea Szewczyk-Przygockit a Fear the Walking Deadben.
2002-ben a Gazdagok és gyilkosok című, igaz történetet feldolgozó tévéfilmben játszotta el Martha Moxleyt, egy gyilkosság tizenöt éves áldozatát. 2004-ben megkapta Shannon Rutherford szerepét a Lost – Eltűntek című drámasorozatban, melynek első két évadjában főszereplő volt, majd távozását követően 2010-ben visszatért a befejező epizódokban. A 2000-es évek második felében feltűnt A Jane Austen könyvklub (2007) és az Elrabolva (2008) című filmekben, utóbbinak két további folytatásában – Elrabolva 2. (2012), Elrabolva 3. (2014) – is szereplést vállalt Liam Neeson oldalán. 2009-ben a Malőr Csodaországban főszereplője volt.
2013-ban a Kaliforgia hatodik évadjában szerepelt, mint a David Duchovny által alakított főszereplő, Hank Moody szeretője. 2018-tól Grace a Fear the Walking Dead szereplőgárdájának tagja.

## Fiatalkora és pályafutása
Három testvér közül ő a második. 16 évesen édesanyjával Los Angelesbe költözött. 2001-ben kezdte a színészi pályát, első jelentős szerepét a Gazdagok és gyilkosok  című tévéfilmben kapta, majd 2003-ban Tom Selleck és Wendy Crewson elidegenedett lányát alakította a A javulás útja című szintén tévében.
Feltűnt a CSI: Miami helyszínelők, a Döglött akták és több más sorozat egy-egy epizódjában, mígnem megkapta a Lost – Eltűntekben Shannon szerepét, amivel széles körben is ismertté vált neve. 2005-ben készült el első mozifilmje, melyben főszerepet játszhatott, John Carpenter horrorklasszikusának újrája, A köd. A filmben a szintén sorozat-sztár Tom Welling (Smallville) partnere volt.
2005-ben a Maxim magazin Hot 100-as listáján a 27. helyezett lett, míg az FHM A világ 100 legszexibb nője 2005-ben választásán a 44. helyezést érdemelte ki.
Híresztelések kaptak szárnyra, miszerint esélyes Kitty Pryde szerepére az X-Men: Az ellenállás vége című filmben, ám Grace egy interjúban elmondta, ezen a felvetésen ő maga lepődött meg a legjobban, ugyanis soha senki nem kereste meg a szereppel kapcsolatban.
2007-ben már két filmben is szerepet kapott; feltűnt A Jane Austen Könyvklubban és a Suburban Girlben, míg a következő évben Liam Neeson elrabolt lányát alakította a Elrabolva című, francia gyártású produkcióban.

## Filmográfia

### Film
| Év   | Magyar cím                               | Eredeti cím                               | Szerep             | Magyar hang        | Rendező              |
| ---- | ---------------------------------------- | ----------------------------------------- | ------------------ | ------------------ | -------------------- |
| 2002 |                                          | Shop Club                                 | ismeretlen szerep  |                    | Noah Stern           |
| 2004 |                                          | Creature Unknown                          | Amanda             |                    | Michael Burnett      |
| 2005 | A köd                                    | The Fog                                   | Elizabeth Williams | Solecki Janka      | Rupert Wainwright    |
| 2007 | A Jane Austen könyvklub                  | The Jane Austen Book Club                 | Allegra            | Ruttkay Laura      | Robin Swicord        |
| 2007 | Segédszerkesztőnő megosztaná...          | Suburban Girl                             | Chloe              | Nyírő Eszter       | Marc Klein           |
| 2008 | Elrabolva                                | Taken                                     | Kim Mills          | Györfi Anna        | Pierre Morel         |
| 2009 | Malőr Csodaországban                     | Malice in Wonderland                      | Alice              |                    | Simon Fellows        |
| 2010 | A kísérlet                               | The Experiment                            | Bay                | Kelemen Kata       | Paul Scheuring       |
| 2010 | Rohanás                                  | Faster                                    | Lily               | Vadász Bea         | George Tillman Jr.   |
| 2010 | Fájó emlékek                             | Flying Lessons                            | Sophie Conway      | Györfi Anna        | Derek Magyar         |
| 2010 | Kéjjel-nappal                            | Knight and Day                            | April Havens       | Bogdányi Titanilla | James Mangold        |
| 2011 | Alkonyat: Hajnalhasadás – 1. rész        | The Twilight Saga: Breaking Dawn – Part 1 | Irina              | Bartsch Kata       | Bill Condon (1.)     |
| 2012 |                                          | Decoding Annie Parker                     | Sarah              |                    | Steven Bernstein     |
| 2012 | Lockout – A titok nyitja                 | Lockout                                   | Emilie Warnock     | Györfi Anna        | Stephen Saint Leger  |
| 2012 | Lockout – A titok nyitja                 | Lockout                                   | Emilie Warnock     | Györfi Anna        | James Mather         |
| 2012 | Elrabolva 2.                             | Taken 2                                   | Kim Mills          | Györfi Anna        | Olivier Megaton (1.) |
| 2012 | Alkonyat: Hajnalhasadás – 2. rész        | The Twilight Saga: Breaking Dawn – Part 2 | Irina              | Bartsch Kata       | Bill Condon (2.)     |
| 2014 | Barátok gyűrűjében                       | About Alex                                | Siri               | Szávai Viktória    | Jesse Zwick          |
| 2014 | Elrabolva 3.                             | Taken 3                                   | Kim Mills          | Györfi Anna        | Olivier Megaton (2.) |
| 2014 | Meglepetés Párizsban                     | We'll Never Have Paris                    | Kelsey             | Eke Angéla         | Simon Helberg        |
| 2014 | Meglepetés Párizsban                     | We'll Never Have Paris                    | Kelsey             | Eke Angéla         | Jocelyn Towne        |
| 2015 |                                          | Unity (dokumentumfilm)                    | narrátor           |                    | Shaun Monson         |
| 2016 | Válaszúton                               | The Choice                                | Stephanie Parker   | Sallai Nóra        | Ross Katz            |
| 2016 |                                          | Showing Roots                             | Violet             |                    | Michael Wilson       |
| 2017 | Utóhatás                                 | Aftermath                                 | Christina          | Bogdányi Titanilla | Elliott Lester       |
| 2017 |                                          | The Scent of Rain and Lightning           | Laurie             |                    | Blake Robbins        |
| 2018 | Hurrikán meló                            | The Hurricane Heist                       | Casey              | Kelemen Kata       | Rob Cohen            |
| 2018 | Supercon                                 | Supercon                                  | Allison            | Kelemen Kata       | Zak Knutson          |
| 2020 | Szerelmek, esküvők és egyéb katasztrófák | Love, Weddings & Other Disasters          | Jessie             | Györfi Anna        | Dennis Dugan         |
| 2023 |                                          | The Secret Art of Human Flight            | Wendy              |                    |                      |
| 2024 |                                          | Blackwater Lane                           | Rachel             |                    |                      |

### Televízió
| Év        | Magyar cím                               | Eredeti cím                             | Szerep                    | Megjegyzések                                              |
| --------- | ---------------------------------------- | --------------------------------------- | ------------------------- | --------------------------------------------------------- |
| 2002      | Gazdagok és gyilkosok                    | Murder in Greenwich                     | Martha Moxley             | tévéfilm                                                  |
| 2002      |                                          | Septuplets                              | Hope Wilde                | televíziós sorozat                                        |
| 2003      | CSI: Miami helyszínelők                  | CSI: Miami                              | Amy Gorman                | 1 epizód                                                  |
| 2003      |                                          | The Lyon's Den                          | Haley Dugan               | 1 epizód                                                  |
| 2003      | Csodák                                   | Miracles                                | Hannah Cottrell           | 1 epizód                                                  |
| 2003      | A javulás útja                           | Twelve Mile Road                        | Dulcie Landis             | tévéfilm                                                  |
| 2004      | Döglött akták                            | Cold Case                               | Renee                     | 1 epizód                                                  |
| 2004      | Esküdt ellenségek: Különleges ügyosztály | Law & Order: Special Victims Unit       | Jessie Dawning            | 1 epizód                                                  |
| 2004      |                                          | Like Family                             | Mary                      | 1 epizód                                                  |
| 2004      |                                          | Oliver Beene                            | Elke                      | 8 epizód                                                  |
| 2004–2010 | Lost – Eltűntek                          | Lost                                    | Shannon Rutherford        | - főszereplő (35 epizód) - magyar hangja: - Solecki Janka |
| 2013      | Kaliforgia                               | Californication                         | Faith                     | 6. évad (10 epizód)                                       |
| 2013      | Gyilkos hajsza                           | The Following                           | Sarah Fuller              | 1 epizód                                                  |
| 2013      |                                          | Susanna                                 | Susanna                   | főszereplő (12 epizód)                                    |
| 2013      |                                          | When Calls the Heart                    | Elizabeth nagynéni        | tévéfilm                                                  |
| 2015      |                                          | Masters of Sex                          | Christine Wesh            | 1 epizód                                                  |
| 2018–2021 | Fear the Walking Dead                    | Fear the Walking Dead                   | Althea Szewczyk-Przygocki | főszereplő                                                |
| 2019      |                                          | Fear the Walking Dead: The Althea Tapes | Althea Szewczyk-Przygocki | websorozat (főszereplő)                                   |

## Fordítás
- Ez a szócikk részben vagy egészben  a   Maggie Grace című angol Wikipédia-szócikk fordításán alapul.  Az eredeti cikk szerkesztőit annak laptörténete sorolja fel. Ez a jelzés csupán a megfogalmazás eredetét és a szerzői jogokat jelzi, nem szolgál a cikkben szereplő információk forrásmegjelöléseként.